# گابریلینو دانونتسیو
گابریلینو دانونتسیو (ایتالیایی: Gabriellino D'Annunzio؛ ۱۰ آوریل ۱۸۸۶ – ۸ دسامبر ۱۹۴۵) یک هنرپیشه، نویسنده، کارگردان اهل پادشاهی ایتالیا بود.
از فیلم‌ها یا مجموعه‌های تلویزیونی که وی در آن‌ها نقش داشته است می‌توان به کشتی اشاره نمود.